# La Victoire
La Victoire (Haitianisch-Kreolisch Laviktwa) ist eine Gemeinde im Département Nord von Haiti.

## Geschichte
La Victoire ist seit dem Jahr 1848 als Ansiedlung bekannt. Sie erhielt im Jahr 1952 dem offiziellen Status einer Gemeinde.

## Lage und Beschreibung
La Victoire ist eine der kleinsten Gemeinden des Landes und liegt im Süden des Départements Nord an der Grenze zum Département Centre.
Neben dem Stadtzentrum Ville la Victoire besteht ein Gemeindebezirk:
- Landkreis La Victoire mit Baroncy, Gramand, Haut Guape, Mayaya, Raymonde und Robinet

Die Route Nationale RN-3 verläuft am Rand der Gemeinde. Vom Zentrum aus sind es elf Kilometer bis zu der Nationalstraße bei Pignon.